# Haptonomi
Haptonomi är en alternativmedicinsk behandlingsmetod. Den grundades av nederländaren Frans Veldman. Utgångspunkten är att en bindning på ett högre existentiellt plan finns mellan moder och barn. Terapiformen, som är särskilt stark i Frankrike, Belgien och Nederländerna utförs både av komplementära terapeuter och sjukvårdspersonal såsom sjukgymnaster och barnmorskor. Inte sällan är haptonomen med vid själva förlossningen.